# Argyrolopha trisignata
Argyrolopha trisignata là một loài bướm đêm trong họ Noctuidae.